# Perrecy-les-Forges
Perrecy-les-Forges est une commune française située dans le département de Saône-et-Loire, en région Bourgogne-Franche-Comté.
La commune est située au cœur d'un important bassin houiller exploité dès le Moyen Âge, mais de façon industrielle à partir du XIXe siècle et ce jusqu'en 2000, permettant l'essor de l'industrie sidérurgique et mécanique dans la région.

## Géographie

### Géologie
La commune repose sur le bassin houiller de Blanzy daté du Stéphanien (daté entre -307 et -299 millions d'années).

### Climat
Pour des articles plus généraux, voir Climat de la Bourgogne-Franche-Comté et Climat de Saône-et-Loire.
En 2010, le climat de la commune est de type climat océanique dégradé des plaines du Centre et du Nord, selon une étude du Centre national de la recherche scientifique s'appuyant sur une série de données couvrant la période 1971-2000. En 2020, Météo-France publie une typologie des climats de la France métropolitaine dans laquelle la commune est exposée à un climat océanique altéré et est dans la région climatique Centre et contreforts nord du Massif Central, caractérisée par un air sec en été et un bon ensoleillement.
Pour la période 1971-2000, la température annuelle moyenne est de 10,7 °C, avec une amplitude thermique annuelle de 16,9 °C. Le cumul annuel moyen de précipitations est de 880 mm, avec 12,2 jours de précipitations en janvier et 7,5 jours en juillet. Pour la période 1991-2020, la température moyenne annuelle observée sur la station météorologique de Météo-France la plus proche, « La Guiche », sur la commune de La Guiche à 20 km à vol d'oiseau, est de 10,9 °C et le cumul annuel moyen de précipitations est de 963,4 mm. 
La température maximale relevée sur cette station est de 39,3 °C, atteinte le 25 juillet 2019 ; la température minimale est de −19,5 °C, atteinte le 16 janvier 1985,,.
Les paramètres climatiques de la commune ont été estimés pour le milieu du siècle (2041-2070) selon différents scénarios d'émission de gaz à effet de serre à partir des nouvelles projections climatiques de référence DRIAS-2020. Ils sont consultables sur un site dédié publié par Météo-France en novembre 2022.

## Urbanisme

### Typologie
Au 1er janvier 2024, Perrecy-les-Forges est catégorisée bourg rural, selon la nouvelle grille communale de densité à sept niveaux définie par l'Insee en 2022.
Elle est située hors unité urbaine. Par ailleurs la commune fait partie de l'aire d'attraction de Montceau-les-Mines, dont elle est une commune de la couronne,. Cette aire, qui regroupe 22 communes, est catégorisée dans les aires de 50 000 à moins de 200 000 habitants,.

### Occupation des sols
L'occupation des sols de la commune, telle qu'elle ressort de la base de données européenne d’occupation biophysique des sols Corine Land Cover (CLC), est marquée par l'importance des territoires agricoles (65,9 % en 2018), une proportion sensiblement équivalente à celle de 1990 (66,3 %). La répartition détaillée en 2018 est la suivante : prairies (64,5 %), forêts (27,7 %), zones urbanisées (5,7 %), zones agricoles hétérogènes (1,4 %), zones industrielles ou commerciales et réseaux de communication (0,8 %). L'évolution de l’occupation des sols de la commune et de ses infrastructures peut être observée sur les différentes représentations cartographiques du territoire : la carte de Cassini (XVIIIe siècle), la carte d'état-major (1820-1866) et les cartes ou photos aériennes de l'IGN pour la période actuelle (1950 à aujourd'hui).

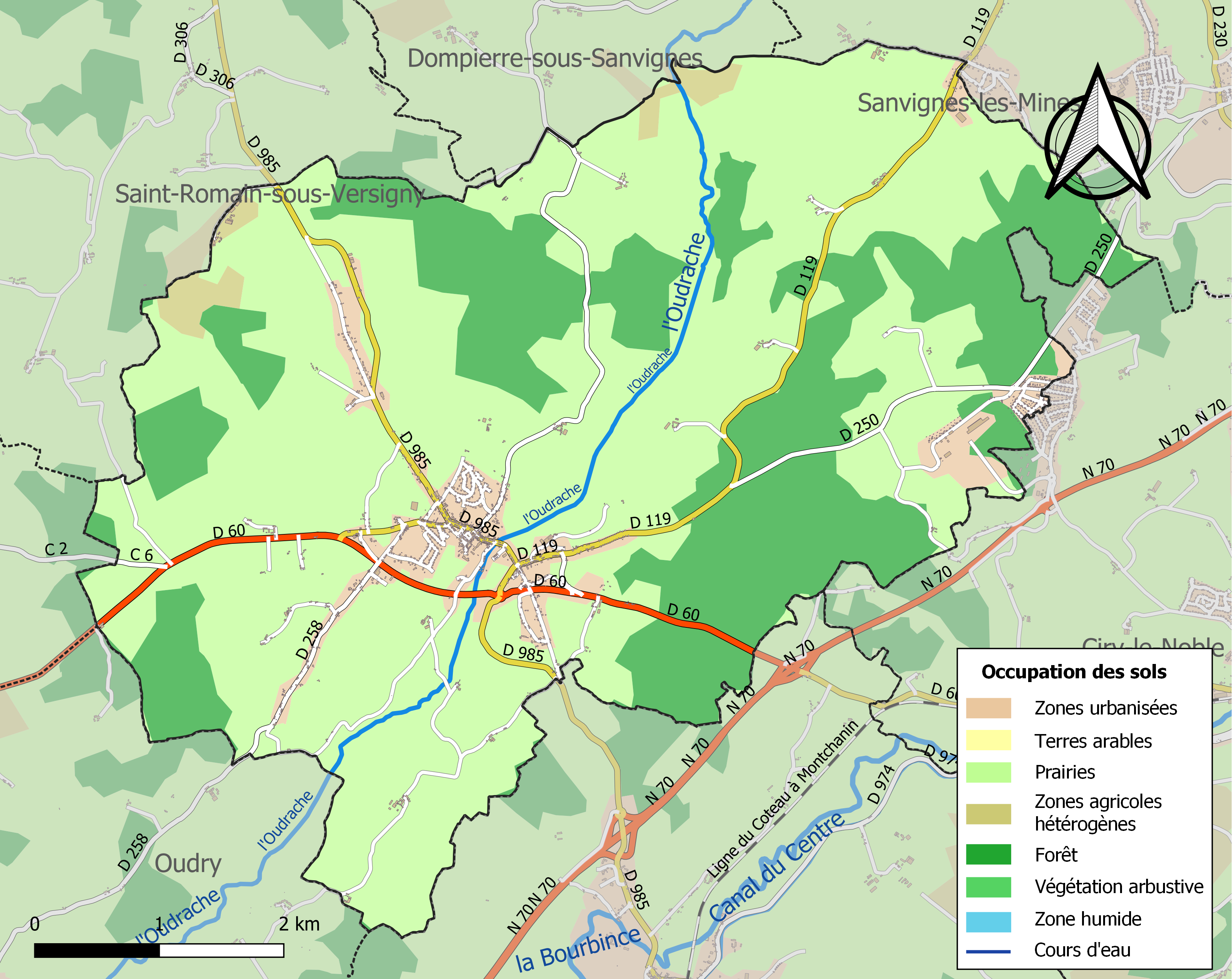
Carte des infrastructures et de l'occupation des sols de la commune en 2018 (CLC).

### Morphologie urbaine
Villages, hameaux, lieux-dits et écarts
- Champéroux, également appelé Champ-croux d'après les cadastres du XIXe siècle, auparavant considéré comme un village[14], est un hameau situé au sud de la commune et à l'est de l'Oudrache.
- Valtat, hameau dont le nom provient d'une famille ramenée de Bussières par la famille de Jaucourt possédant la seigneurie en partie[réf. souhaitée].
- Laboury, sur la route de Sanvignes.

## Toponymie
Le nom de la localité est attesté sous les formes Monasterium Parriciaci en 1108, Prior de Parreceyo en  1275 (cartulaire église d’Autun, I, 190), Garda de Parreciaco en 1279, Haymonus de Perreciaco en 1299 (cartulaire église d’Autun, II, 177), Preciacum au XIVe siècle (Longnon, Pouillés, p. 116), Perrecy en 1383 et 1384, Parrecy en 1569 (Archives nationales, G 8 1388, no 247), Perrecy les Forges en 1757, Perrecy en 1790 (Archives nationales D IV bis 89), Perrecy-les-Forges en 1801.

## Histoire
Au IXe siècle, dans le testament du comte Ecchard de Mâcon, fils de Childebrand III, on apprend que ce dernier possède une villa à Perrecy, qui lui vient de Childebrand Ier. Cette seigneurie a fait en 874, l'objet d'un conflit jugé par Adalard entre Ecchard et saint Vulfade (866-876), archevêque de Bourges,.
Des forges ont fonctionné de 1634 à 1840.
1804 : Perrecy-les-Forges est l'une des premières communes de Saône-et-Loire à être cadastrée, conformément aux dispositions de l’arrêté du 12 brumaire an XI établissant le premier système de cadastre dit « par masse de culture » (il s’agissait d’établir la nature des cultures présentes sur le territoire des communes sans introduire toutefois de découpage entre les parcelles, l’administration se chargeant de faire coïncider les déclarations des propriétaires et les superficies concernées).
L'extraction de la houille a duré jusque dans les années 1930,,,.

## Politique et administration

### Tendances politiques et résultats
|                          | Claudius Michel * | DVD            | 583   | 64,49  | 16 | 1 |  |  |
|                          | Jean-Paul Baudin  | SE             | 321   | 35,50  | 3  |   |  |  |
|                          |                   |                |       |        |    |   |  |  |
| Inscrits                 | Inscrits          | Inscrits       | 1 249 | 100,00 |    |   |  |  |
| Abstentions              | Abstentions       | Abstentions    | 304   | 24,34  |    |   |  |  |
| Votants                  | Votants           | Votants        | 945   | 75,66  |    |   |  |  |
| Blancs et nuls           | Blancs et nuls    | Blancs et nuls | 41    | 4,34   |    |   |  |  |
| Exprimés                 | Exprimés          | Exprimés       | 904   | 95,66  |    |   |  |  |
| * Liste du maire sortant |                   |                |       |        |    |   |  |  |

### Liste des maires
| Période                                  | Période       | Identité               | Étiquette   | Qualité                       |
| ---------------------------------------- | ------------- | ---------------------- | ----------- | ----------------------------- |
| 1712                                     | 1738          | Thomas Saulnier        |             | Avocat à la Cour              |
| 1738                                     | 1779          | Jean Busnel            |             | Notaire                       |
| 1779                                     | 1790          | Benoit de Gouvenain    |             | Lieutenant de justice         |
| 1790                                     | 1791          | Claude-François Maire  |             |                               |
| 1791                                     | 1792          | Jean-Baptiste Trahand  |             | Lieutenant Garde Nationale    |
| 1792                                     | 1793          | Benoit de Gouvenain    |             | Lieutenant de justice         |
| 1793                                     | 1794          | Jean-Louis Buchon      |             | Armurier                      |
| 1794                                     | 1795          | Jean-Baptiste Trahand  |             | Lieutenant de Garde nationale |
| 1795                                     | 1796          | Fiacre Cuzin           |             | Marchand                      |
| 1796                                     | 1800          | Louis Trahand          |             | Fermier                       |
| 1800                                     | 1815          | François Favre         |             | Notaire                       |
| 1815                                     | 1816          | Jean-Charles Favre     |             |                               |
| 1816                                     | 1826          | Benoit Devillard       |             | Géomètre                      |
| 1826                                     | 1848          | Michel Auguste Favre   |             |                               |
| 1848                                     | 1870          | René Doeuf             |             |                               |
| 1870                                     | 1874          | Jean-Baptiste Bouillin |             |                               |
| 1874                                     | 1876          | Edmond de Gommegnier   |             |                               |
| 1876                                     | 1877          | Jean-Baptiste Bouillin |             |                               |
| 1877                                     | 1878          | René Gonnot            |             |                               |
| 1878                                     | 1879          | Jean-Baptiste Bouillin |             | Notaire                       |
| 1879                                     | 1904          | Jean Ducarouge         | Républicain | Marchand de vin               |
| 1904                                     | 1908          | René Chasserot         |             | Quincallier                   |
| 1908                                     | 1919          | Jacques Chapuis        |             | Boucher                       |
| 1919                                     | 1925          | Pierre Blanc           |             | Mercier et cafetier           |
| 1925                                     | 1938          | Jean-Marie Lagrost     |             | Délégué mineur                |
| 1938                                     | 1943          | Louis Barle            |             | Mineur                        |
| 1943                                     | 1945          | Pas de maire officiel  |             |                               |
| 1945                                     | 1947          | Denis Furcy            |             | Tailleur d'habits             |
| 1947                                     | 1953          | Charles Douheret       |             | Mineur                        |
| 1953                                     | novembre 1960 | Louis Perrier          |             | Cultivateur                   |
| 1961                                     | mars 1977     | Rémi Satinet           |             | Meunier                       |
| mars 1977                                | juin 1995     | Robert Delès           | PCF         |                               |
| juin 1995                                | mars 2001     | Paul Jacquet           | DVD         |                               |
| mars 2001                                | 2002          | Jean Labarre           | DVD         |                               |
| 2002                                     | mars 2008     | Paul Gaumont           | DVD         |                               |
| mars 2008                                | juin 2020     | Claudius Michel        | DVD         | Facteur                       |
| juin 2020                                |               | Roland Barnet          | DVD         |                               |
| Les données manquantes sont à compléter. |               |                        |             |                               |

## Population et société

### Démographie
L'évolution du nombre d'habitants est connue à travers les recensements de la population effectués dans la commune depuis 1793. Pour les communes de moins de 10 000 habitants, une enquête de recensement portant sur toute la population est réalisée tous les cinq ans, les populations de référence des années intermédiaires étant quant à elles estimées par interpolation ou extrapolation. Pour la commune, le premier recensement exhaustif entrant dans le cadre du nouveau dispositif a été réalisé en 2004.

En 2022, la commune comptait 1 546 habitants, en évolution de −6,53 % par rapport à 2016 (Saône-et-Loire : −1,06 %, France hors Mayotte : +2,11 %).
| 1793  | 1800  | 1806  | 1821  | 1831  | 1836  | 1841  | 1846  | 1851  |
| ----- | ----- | ----- | ----- | ----- | ----- | ----- | ----- | ----- |
| 1 354 | 1 352 | 1 412 | 1 734 | 1 818 | 2 025 | 1 981 | 1 921 | 1 805 |

| 1856  | 1861  | 1866  | 1872  | 1876  | 1881  | 1886  | 1891  | 1896  |
| ----- | ----- | ----- | ----- | ----- | ----- | ----- | ----- | ----- |
| 1 729 | 1 809 | 1 821 | 1 694 | 1 774 | 1 893 | 1 993 | 1 914 | 1 956 |

| 1901  | 1906  | 1911  | 1921  | 1926  | 1931  | 1936  | 1946  | 1954  |
| ----- | ----- | ----- | ----- | ----- | ----- | ----- | ----- | ----- |
| 1 834 | 1 892 | 1 871 | 1 703 | 1 782 | 1 718 | 1 510 | 1 601 | 2 014 |

| 1962  | 1968  | 1975  | 1982  | 1990  | 1999  | 2004  | 2006  | 2009  |
| ----- | ----- | ----- | ----- | ----- | ----- | ----- | ----- | ----- |
| 2 169 | 2 146 | 2 175 | 2 205 | 2 023 | 1 823 | 1 746 | 1 707 | 1 726 |

| 2014  | 2019  | 2022  | - | - | - | - | - | - |
| ----- | ----- | ----- | - | - | - | - | - | - |
| 1 669 | 1 568 | 1 546 | - | - | - | - | - | - |

## Culture locale et patrimoine

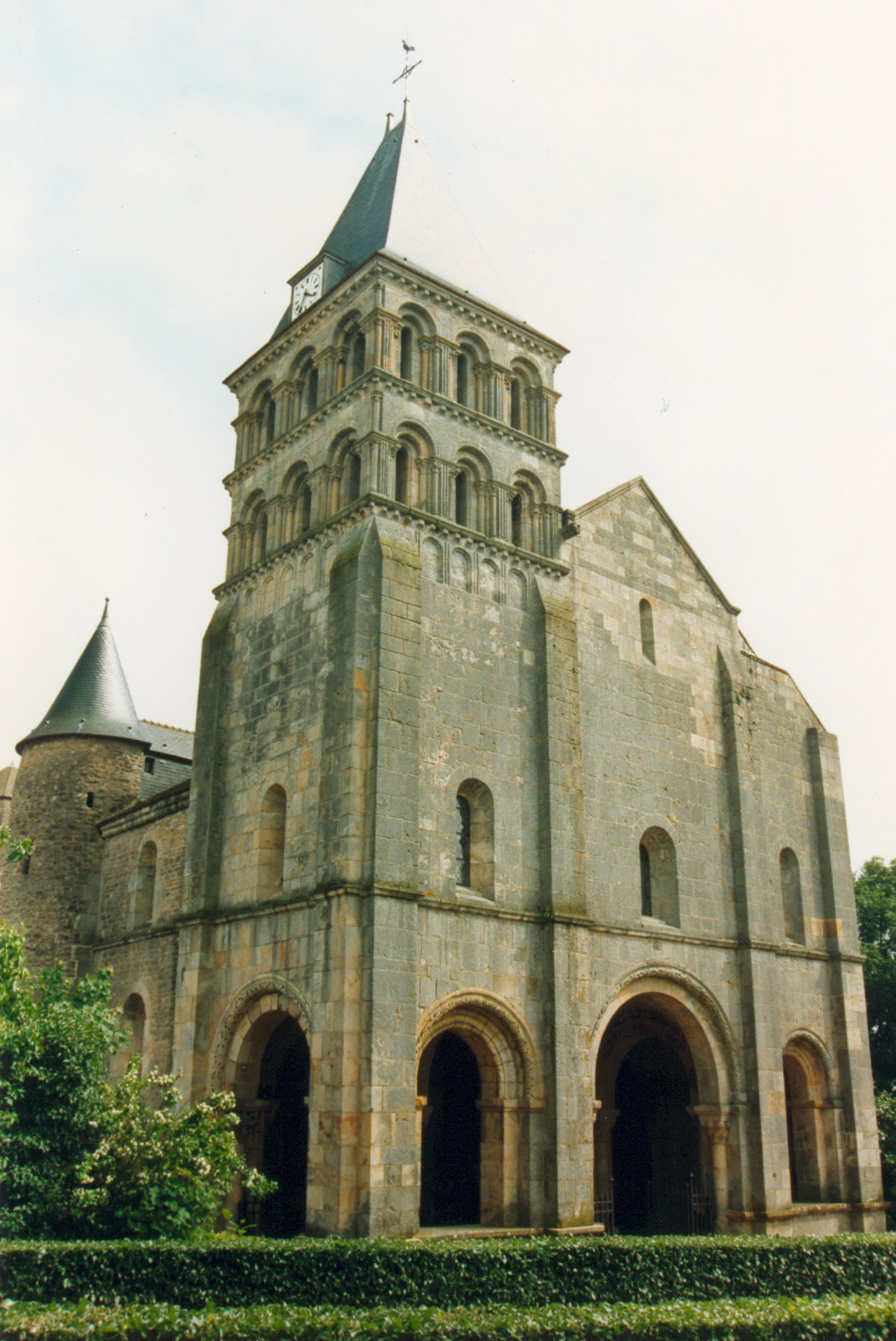
Église.

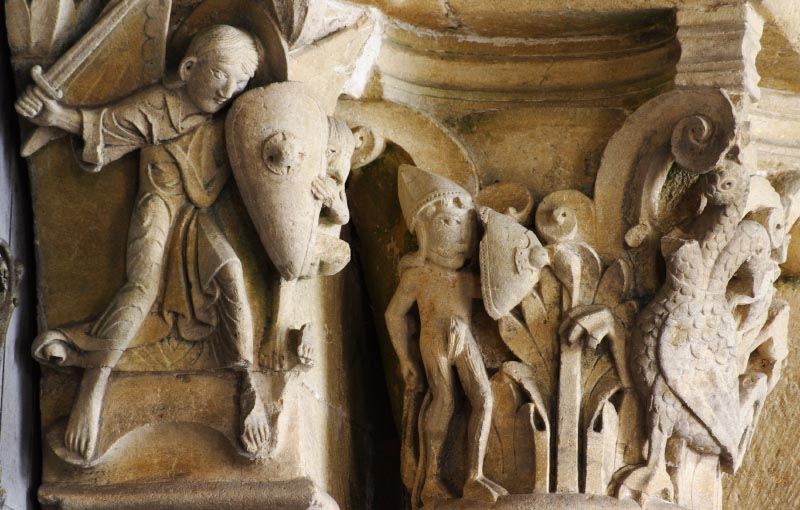
Une sculpture du porche roman.

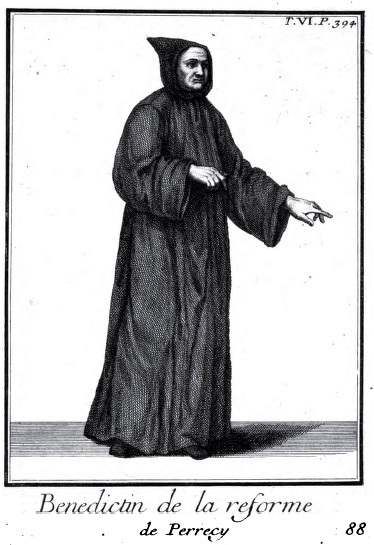
Bénédictin de la réforme de Perrecy - (Gosselin - 1718 - Histoire Des Ordres Monastiques).

### Lieux et monuments

#### Église Saint-Pierre-et-Saint-Benoît
Le prieuré Saint-Pierre-et-Saint-Benoît de Perrecy-les-Forges dépendant de l'abbaye de Saint-Benoît-sur-Loire, fut institué en 876 par le testament du comte Eccard II, seigneur de Perrecy, mais aussi comte de Mâcon, Chalon, Autun etc. Celui-ci, proche de sa fin, sans descendance, veut effacer le doute sur la légitimité de sa possession de Perrecy, contestée de longue date par l'évêché de Bourges. Eccard II donne donc Perrecy au monastère de Saint-Benoît-sur-Loire, où il avait fait ses études, pour fournir à ce dernier un site propice à l'installation d'un monastère de repli, au milieu des terres, dans le cas d'une attaque viking sur la Loire. Les bénédictins de Saint-Benoît-sur-Loire s'installent immédiatement et construisent un édifice imposant.
L'église actuelle est en effet construite par eux entre 1020 et 1030 environ, et ne date donc pas de leur installation directe. Cette église est conservée presque d'un bout à l'autre : seule l'extrémité occidentale (dernière travée de la nef et avant-nef) constitue une reprise du XIIe siècle. Le plan de l'église primitive est largement conservé : il ne manque actuellement en élévation que le bas-côté nord (dont il ne reste qu'un petit fragment) et l'extrémité du croisillon sud du transept, ainsi que le haut vaisseau du chœur.
En élévation, il subsiste donc de la construction initiale (début du XIe siècle) : 
- la totalité du mur sud de la nef, très déversé ;
- la totalité de la croisée du transept, jusqu'à la coupole surplombant la tour-lanterne ;
- les murs du chœur avec ses deux travées de bas-côtés ;
- la base de l'abside polygonale[26].

Tous ces éléments sont construits en maçonnerie de petit moellon carré, très caractéristique du XIe siècle et bien distinct des autres parties. La sculpture manque presque complètement : les seuls chapiteaux sont ceux des baies géminées formant claire-voie intérieure au-dessus des grands arcs de la croisée. Seules des impostes moulurées, ayant servi d'appui pour les cintres, viennent animer la nudité des murs, lesquels ne comportent aucune lésène ni bandeau. Cette muralité semble faite pour recevoir des peintures, dont la prospection reste à faire.
Cet édifice, un très bel exemple d'architecture religieuse des XIe et XIIe siècles, a naturellement subi de nombreuses réparations au cours de sa longue histoire. On notera :
- vers 1095, le voûtement ou le re-voûtement du croisillon nord du transept, en voûte d'arêtes, avec renforcement de la structure par des contreforts intérieurs (ronds) et extérieurs (aux angles, mais non diagonaux) ;
- vers 1120, un agrandissement ou reconstruction spectaculaire : allongement de la nef et construction entièrement neuve, en grande partie en pierre de taille de fort appareil, d'une avant-nef à deux niveaux richement ornés, et surmonté d'une tour-beffroi à deux niveaux également ;
- au XVe siècle, une reconstruction du chœur, également en pierre de taille, avec d'immenses baies en lancette à remplages ; le remplacement du cloître, adossé au bas-côté sud de la nef, par un cloître voûté d'ogives, dont seuls les culs-de-lampe subsistent.

Le mur nord de la nef a été presque entièrement reconstruit, à une date indéterminée de l'époque gothique, sur l'emprise de la grande arcade nord, disparue avec le bas-côté nord presque entier.
À l'initiative du père Laborier, curé de Perrecy de 1941 à 1949, le chevet de l'église est orné depuis 1946 d'un vitrail à la gloire de saint Benoît, patron de l'église.
La tour lanterne est typique romane : elle est montée sur trompes et s'éloigne donc des modèles carolingiens, tels que la chapelle palatine d'Aix-la-Chapelle, en plan octogonal et couronnée en arêtes. Ses dimensions sont considérables pour l'époque (hauteur : 18 mètres). Son état de conservation est exceptionnel.

#### Autres
- Tour du château de Versigny
- Château de Commerson
- Château de Bellevue
- Maisons anciennes
- Forges, mines de charbon, carrières
- Musée municipal
- Vallée de l'Oudrache

### Personnalités liées à la commune
- Jean Louis Bernigaud de Grange (1740-1798), homme politique né à Perrecy-les-Forges, député du Tiers-état aux États généraux.
- André Blondel, fondateur du dispensaire Labaune en 1909[28].
- Josiane Bost, championne du monde de cyclisme sur route en 1977.

## Pour approfondir